# Shiyang, Anhui
Shiyang (kinesiska: 石杨) är en köping i östra Kina. Den ligger i He härad i staden Ma'anshan i provinsen Anhui, omkring 94 kilometer öster om provinshuvudstaden Hefei. Antalet invånare är 29 733. Befolkningen består av 14 347 kvinnor och 15 386 män. Barn under 15 år utgör 15,0 %, vuxna 15-64 år 70 %, och äldre över 65 år 14,0 %.